# Лангедья
Лангедья́ (фр. Languédias, брет. Langadiarn) — коммуна во Франции, находится в регионе Бретань. Департамент — Кот-д’Армор. Входит в состав кантона Планкоэт. Округ коммуны — Динан.
Код INSEE коммуны — 22104.

## География

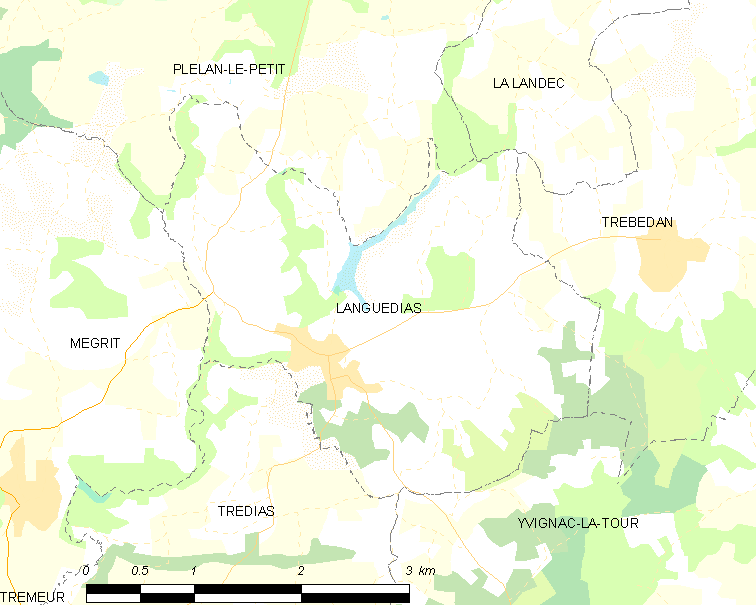
Карта коммуны

Коммуна расположена приблизительно в 340 км к западу от Парижа, в 50 км северо-западнее Ренна, в 45 км к востоку от Сен-Бриё.

## Население
Население коммуны на 2016 год составляло 502 человека.
| 1962 | 1968 | 1975 | 1982 | 1990 | 1999 | 2008 | 2016 |
| ---- | ---- | ---- | ---- | ---- | ---- | ---- | ---- |
| 463  | 514  | 547  | 539  | 464  | 403  | 457  | 502  |

## Экономика
В 2007 году среди 298 человек в трудоспособном возрасте (15—64 лет) 193 были экономически активными, 105 — неактивными (показатель активности — 64,8 %, в 1999 году было 67,1 %). Из 193 активных работали 170 человек (104 мужчины и 66 женщин), безработных было 23 (10 мужчин и 13 женщин). Среди 105 неактивных 18 человек были учениками или студентами, 45 — пенсионерами, 42 были неактивными по другим причинам.

## Достопримечательности
- Аббатство Больё (XVII век). Исторический памятник с 1927 года[3]